# Eulepidotis addens
Eulepidotis addens là một loài bướm đêm trong họ Erebidae.